# Нисиносима (посёлок)
Нисиносима (яп. 西ノ島町 Нисиносима-тё:) — посёлок в Японии, находящийся в уезде Оки префектуры Симане. Площадь посёлка составляет 56,05 км², население — 2940 человек (1 августа 2014), плотность населения — 52,45 чел./км².

## Географическое положение
Посёлок расположен на острове Оки в префектуре Симане региона Тюгоку.

## Климат
Нисиносима имеет влажный субтропический климат с очень тёплым летом и прохладной зимой. Осадки в изобилии в течение всего года.

## Население
Население посёлка составляет 2940 человек (1 августа 2014), а плотность — 52,45 чел./км². Изменение численности населения с 1980 по 2005 годы:
| 1980 | 4830 чел. |  |
| 1985 | 4886 чел. |  |
| 1990 | 4429 чел. |  |
| 1995 | 4048 чел. |  |
| 2000 | 3804 чел. |  |
| 2005 | 3486 чел. |  |

## Экономика
Экономика, прежде всего, основана на сельском хозяйстве и промышленном рыболовстве.